# Stanislav Fajstavr
Stanislav Fajstavr (ur. 6 maja 1943 w Benecku) – czeski biathlonista reprezentujący Czechosłowację. W 1969 roku wystąpił na mistrzostwach świata w Zakopanem, gdzie zajął 31. miejsce w biegu indywidualnym i czwarte w sztafecie. Był też dziewiąty w sztafecie podczas mistrzostw świata w Östersund w 1970 roku. Brał również udział w igrzyskach olimpijskich w Sapporo w 1972 roku, plasując się na 44. pozycji w biegu indywidualnym. Nigdy nie wystąpił w zawodach Pucharu Świata.

## Osiągnięcia

### Igrzyska olimpijskie
| Rok  | Miejscowość | Konkurencje | Konkurencje | Konkurencje | Konkurencje | Konkurencje | Konkurencje | Konkurencje |
| Rok  | Miejscowość | IN          | SP          | PU          | MS          | RL          | MR          | SR          |
| ---- | ----------- | ----------- | ----------- | ----------- | ----------- | ----------- | ----------- | ----------- |
| 1972 | Sapporo     | 44.         | nd.         | nd.         | nd.         | –           | nd.         | –           |

### Mistrzostwa świata
| Rok  | Miejscowość | Konkurencje | Konkurencje | Konkurencje | Konkurencje | Konkurencje | Konkurencje | Konkurencje |
| Rok  | Miejscowość | IN          | SP          | PU          | MS          | RL          | MR          | SR          |
| ---- | ----------- | ----------- | ----------- | ----------- | ----------- | ----------- | ----------- | ----------- |
| 1969 | Zakopane    | 31.         | nd.         | nd.         | nd.         | 4.          | nd.         | –           |
| 1970 | Östersund   | –           | nd.         | nd.         | nd.         | 9.          | nd.         | –           |